# Plains (Geòrgia)
Plains és una població dels Estats Units a l'estat de Geòrgia. Segons el cens del 2000 tenia 637 habitants.

## Demografia
Segons el cens del 2000, Plains tenia 637 habitants, 215 habitatges, i 136 famílies. La densitat de població era de 299,9 habitants/km².
Dels 215 habitatges en un 25,6% hi vivien nens de menys de 18 anys, en un 36,7% hi vivien parelles casades, en un 24,2% dones solteres, i en un 36,3% no eren unitats familiars. En el 34,9% dels habitatges hi vivien persones soles el 19,5% de les quals corresponia a persones de 65 anys o més que vivien soles. El nombre mitjà de persones vivint en cada habitatge era de 2,5 i el nombre mitjà de persones que vivien en cada família era de 3,31.
Per edats la població es repartia de la següent manera: un 24,6% tenia menys de 18 anys, un 8,5% entre 18 i 24, un 16,5% entre 25 i 44, un 20,3% de 45 a 60 i un 30,1% 65 anys o més.
L'edat mediana era de 45 anys. Per cada 100 dones de 18 o més anys hi havia 58,9 homes.
La renda mediana per habitatge era de 26.719 $ i la renda mediana per família de 29.375 $. Els homes tenien una renda mediana de 24.375 $ mentre que les dones 16.406 $. La renda per capita de la població era d'11.602 $. Entorn del 22,2% de les famílies i el 25,6% de la població estaven per davall del llindar de pobresa.

## Personatges famosos que van néixer a Plains
L'ex-President dels Estats Units Jimmy Carter és nadiu d'aquesta ciutat.

## Poblacions properes
El següent diagrama mostra les poblacions més properes.